# Sonchus palmensis
Espèce
Synonymes
- Sonchus pinnatus subsp. palmensis (Webb) Aldridge[2] [1]
- Sonchus pinnatus var. palmensis Sch.Bip.[2]

Sonchus palmensis est une espèce de plantes à fleurs de la famille des Asteraceae, endémique des îles Canaries.

## Description
C'est un arbuste que l'on trouve sur l'île de La Palma.